# Hwang Min-hyun
Hwang Min-hyun (hay còn được viết là Hwang Min-hyeon, Hangul: 황민현, Hanja: 黃旼炫, Hán-Việt: Hoàng Mân Huyễn, sinh ngày 9 tháng 8 năm 1995), là một nam ca sĩ kiêm diễn viên và MC người Hàn Quốc.  Ngày 15 tháng 3 năm 2012, Minhyun chính thức ra mắt với tư cách là thành viên của nhóm nhạc nam NU'EST. Đến đầu năm 2017, Minhyun nói riêng và NU'EST nói chung đã lấy lại được danh tiếng nhờ tham gia chương trình truyền hình thực tế sống còn PRODUCE 101 Mùa 2 của kênh truyền hình Mnet. Trong tập cuối, Minhyun đứng hạng 9 chung cuộc và được ra mắt cùng nhóm nhạc nam dự án Wanna One, nhóm gồm 11 thành viên và sẽ hoạt động cùng nhau trong vòng 1 năm 6 tháng.Sau khi kết thúc hoạt động cùng Wanna One, hiện tại Minhyun đã quay trở lại tiếp tục hoạt động cùng NU'EST cho đến khi hoạt động đó kết thúc vào ngày 14 tháng 3 năm 2022.

## Học vấn
| Năm         | Trường học                                         | Khoa                                      | Ghi chú       |
| ----------- | -------------------------------------------------- | ----------------------------------------- | ------------- |
| 1998 – 2000 | Trường Mẫu giáo Gwangan                            | ―                                         | Đã tốt nghiệp |
| 2002 – 2007 | Trường Tiểu học Hoam                               | ―                                         | Đã tốt nghiệp |
| 2008 – 2010 | Trường Trung học Cơ sở DongA                       | ―                                         | Đã tốt nghiệp |
| 2011 – 2013 | Trường Trung học Biểu diễn Nghệ thuật Seoul (SOPA) | Khoa Nghệ thuật sân khấu                  | Đã tốt nghiệp |
| 2014 –      | Trường Đại học Inha                                | Khoa Nghệ thuật chuyên về Phim ảnh, Drama |               |

## Tiểu sử

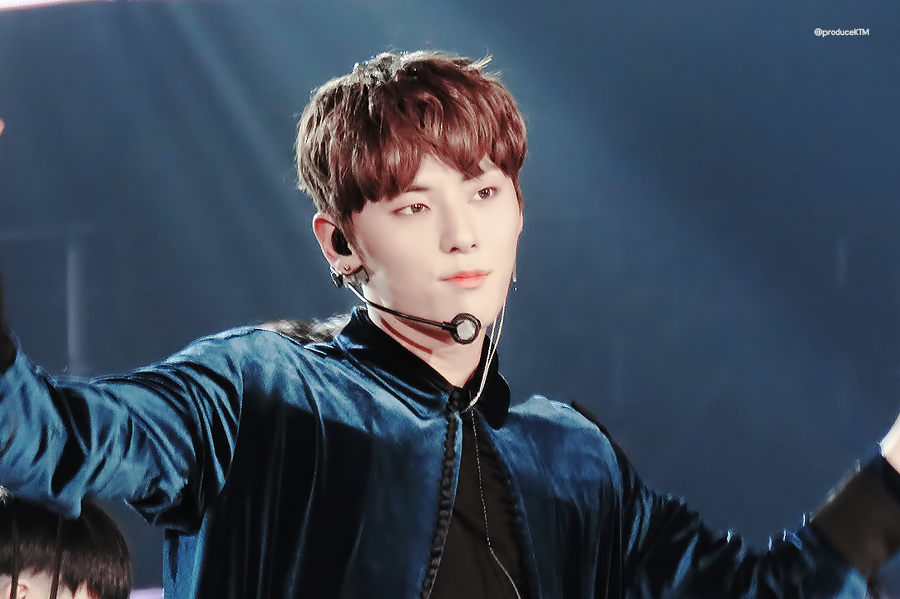
Minhyun biểu diễn tại 2016 Super Seoul Dream Concert vào ngày 27 tháng 11 năm 2016

Hwang Minhyun sinh ngày 9 tháng 8 năm 1995 tại Suwon, Gyeonggi, Hàn Quốc. Gia đình gồm có ba, mẹ là Shin Jeonghee và một chị gái sinh năm 1994 tên là Hwang Sujin. Minhyun đã tốt nghiệp khoa nghệ thuật sân khấu Trường Trung học Biểu diễn Nghệ thuật Seoul (SOPA) vào ngày 13 tháng 2 năm 2014.

## Sự nghiệp

### Trước khi ra mắt
Minhyun được Pledis Entertainment phát hiện tài năng khi mới 15 tuổi và mời về công ty làm thực tập sinh. Anh thu hút được nhiều sự chú ý sau khi xuất hiện trong video âm nhạc Shanghai Romance của Orange Caramel.
Trước khi ra mắt, Minhyun đã xuất hiện nhiều lần trong các sản phẩm của tiền bối cùng công ty với tư cách là một thành viên của Pledis Boys. Minhyun còn là vũ công phụ đạo trong bài hát Wonder Boy của After School Blue và xuất hiện trong bài hát giáng sinh của Pledis Entertainmnet Love Letter.

### 2012–2016:NU'EST

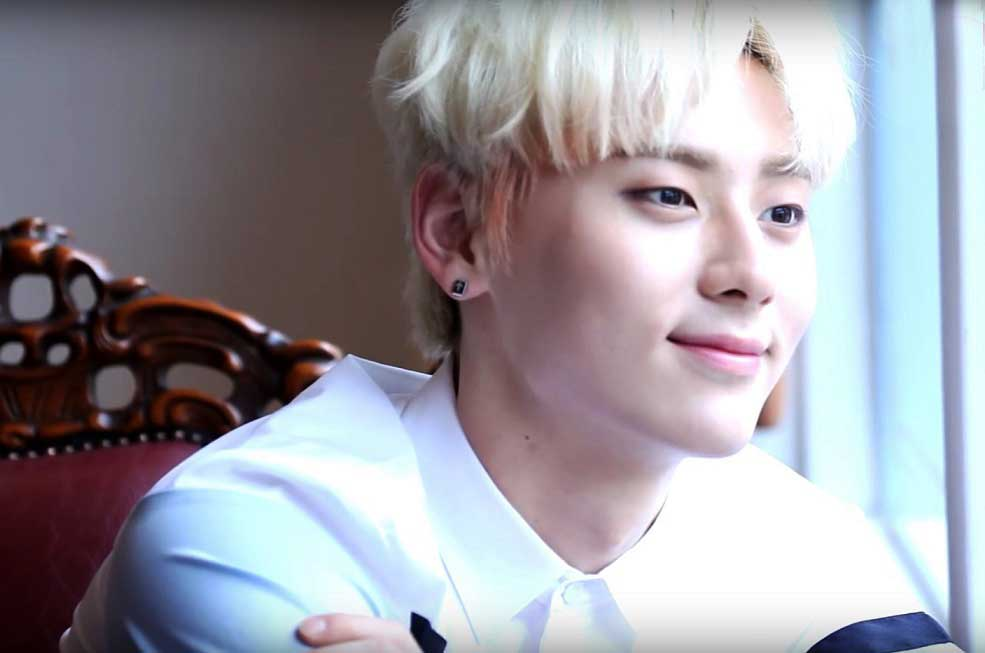
Minhyun trong buổi chụp hình cho tạp chí Ten Asia vào tháng 4 năm 2016

Ngày 15 tháng 3 năm 2012, Minhyun chính thức ra mắt với tư cách là thành viên của nhóm nhạc nam NU'EST.
Năm 2012 – 2013, Minhyun xuất hiện tại "Seoul Fashion Week" với tư cách là người mẫu cho nhà thiết kế Park Yoon-soo.
Năm 2015, Minhyun xuất hiện trong bài hát The Aftermath của ca sĩ indie Fromm.
Năm 2016, Pledis phát hành video âm nhạc cho bài hát Daybreak của Minhyun và JR, ca khúc nằm trong mini-album thứ năm của NU'EST – "Canvas".

### 2017–2018:Produce 101 Mùa 2 và Wanna One

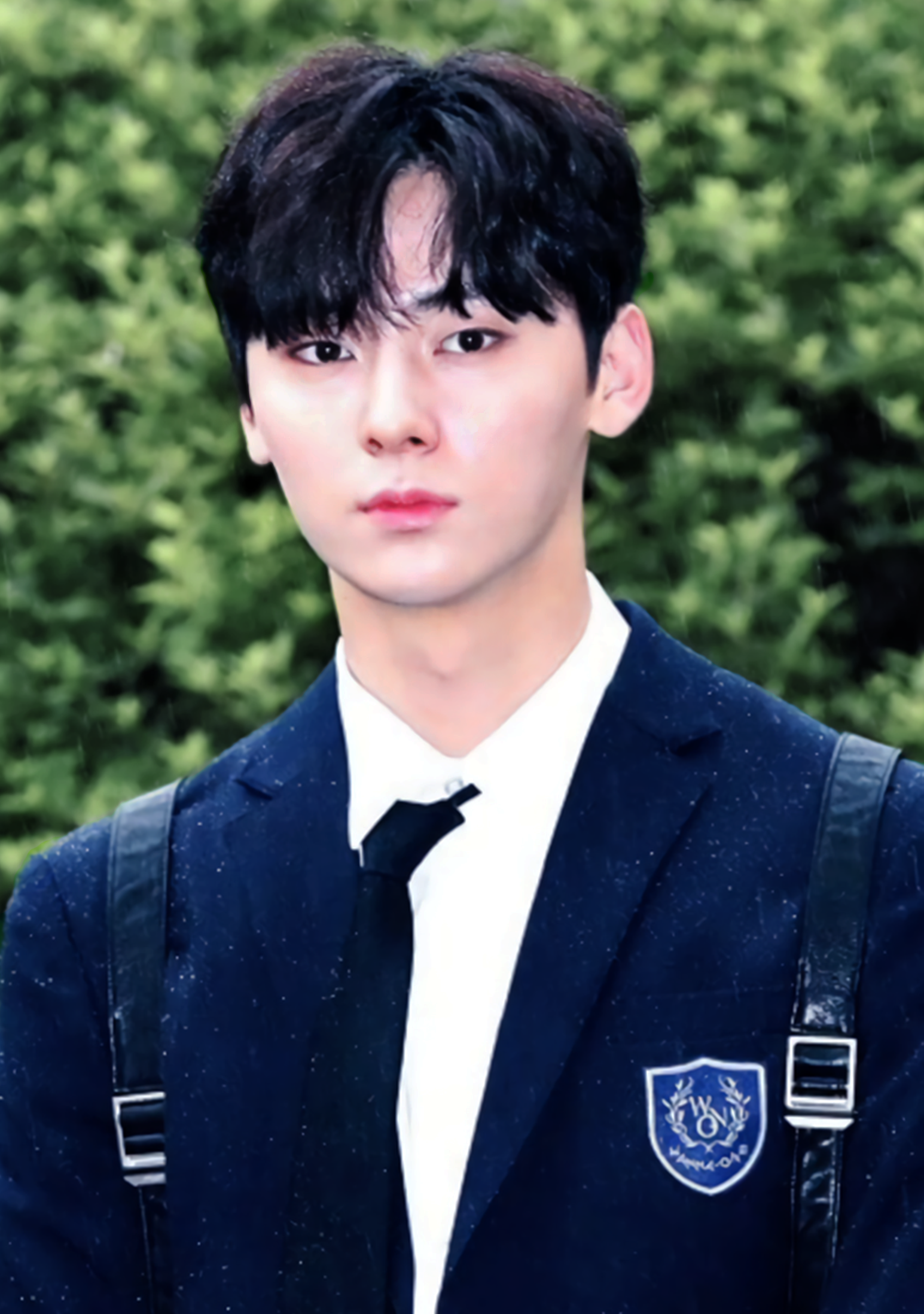
Minhyun trên đường đi ghi hình Happy Together 3 vào ngày 28 tháng 7 năm 2017

Năm 2017, NU'EST hoãn mọi hoạt động quảng bá và JR, Baekho, Minhyun và Ren sẽ tham gia vào chương trình truyền hình thực tế sống còn PRODUCE 101 Mùa 2 của kênh truyền hình Mnet.
Trong tập 3 của chương trình, Minhyun đã chọn các thành viên cho "Sorry Sorry team 2", và có biệt danh là "nhà sản xuất" và "CEO Hwang" bởi các nhà sản xuất quốc dân. Trong phần biểu diễn đánh giá "Vị trí", Minhyun đã chọn bài hát Downpour của I.O.I và fancam của Minhyun đã đạt 1 triệu lượt xem trong vòng ba ngày. Trong phần biểu đánh giá "Concept", Minhyun được chọn là center của nhóm "Never". Kết thúc chương trình, Minhyun đạt hạng 9 và chính thức trở thành thành viên của nhóm nhạc nam dự án 11 thành viên Wanna One. Trong mùa 2 này, Mnet đã thay đổi một số điều luật. Thay vì giống như mùa đầu tiên của Produce 101, các thành viên có nhóm nhạc của công ty quản lí thành viên đó sẽ được tham gia quảng bá cùng nhóm đó trong suốt quá trình I.O.I (nhóm chiến thắng mùa 1) hoạt động thì mùa 2 này, các thành viên có nhóm nhạc của công ty quản lí thành viên đó đang hoạt động sẽ không được phép tham gia quảng bá cùng nhóm đó giống như mùa 1. Điều này đồng nghĩa với việc Minhyun phải tạm dừng mọi hoạt động cùng NU'EST cho đến khi Wanna One hoàn thành 1 năm 6 tháng hoạt động, quảng bá.

#### Thứ hạng trong Produce 101 Mùa 2
| Tập      | 1  | 2 | 3  | 5                  | 6 | 8                   | 10                 | 11 (tập cuối)     |
| -------- | -- | - | -- | ------------------ | - | ------------------- | ------------------ | ----------------- |
| Thứ hạng | 11 | 9 | 16 | 11 (680,322 phiếu) | 4 | 6 (2,004,207 phiếu) | 11 (315,650 phiếu) | 9 (862,719 phiếu) |

### 2019–nay:Hoàn thành hoạt động với Wanna One và trở lại NU'EST

#### 2019:Ra mắt dưới tư cách diễn viên nhạc kịch với 'Marie Antoinette'
Ngày 20 tháng 2, Minhyun tham dự "Milan Fashion Week". Minhyun là nghệ sĩ nam Hàn Quốc đầu tiên tham gia tuần lễ thời trang này tại Milan với show của nhà mốt Moncler Genius.
Ngày 22 tháng 2, Pledis xác nhận Minhyun sẽ ra mắt dưới tư cách diễn viên nhạc kịch với "Marie Antoinette". Nội dung vở nhạc kịch xoay quanh câu chuyện cuộc đời đầy kịch tính của Marie Antoinette và nhân vật hư cấu Margrid Arnaud. Minhyun đã được chọn vào vai Axel von Fersen, một người quý tộc Thụy Điển dành tình cảm sâu sắc cho nhân vật Marie Antoinette. Vở nhạc kịch sẽ được trình diễn từ ngày 24 tháng 8 đến ngày 17 tháng 11 năm 2019 tại Trung tâm nghệ thuật D-Cube ở Seoul, Hàn Quốc.
Ngày 15 tháng 3, Minhyun cùng NU'EST phát hành một digital single đặc biệt mang tên "A Song For You", đánh dấu sự trở lại sau gần hai năm rưỡi với sự có mặt của đầy đủ năm thành viên kể từ sau mini-album thứ 5 có tên Canvas được phát hành hồi tháng 8 năm 2016. Các thành viên đã trực tiếp tham gia viết nên những ca từ chứa đựng tình cảm chân thành của mình để gửi lời cảm ơn đến các L.O.Λ.E đã mang đến "ngày xuân mới" cho NU'EST với lòng tin không đổi trong suốt khoảng thời gian 7 năm dài.
Ngày 21 tháng 3, Minhyun tham dự "Seoul Fashion Week" cùng với Ren và Aron.
Ngày 3 tháng 4, Pledis chính thức phát hành MV cho pre-release single mang tên "Universe" - ca khúc solo của Minhyun được quay tại Budapest, Hungary. Đây là sản phẩm dọn đường cho sự trở lại của NU'EST vào ngày 29 tháng 4.
Ngày 4 tháng 4, Minhyun cùng Ren tham dự buổi ra mắt dòng son mới của Christian Dior S.A. - Dior Addict Stellar Shine Lipstick.
Ngày 4 tháng 5, Minhyun cùng JR tham gia ném bóng mở màn cho trận đấu bóng chày của đội Doosan Bears.
Ngày 7 tháng 5, Minhyun tham dự event "Gentle Monster x Fendi Collaboration Launch Event" cùng Ren.
Ngày 5 tháng 6, Minhyun tham dự sự kiện ra mắt thương hiệu "Moncler Palm Angels" tại Hồng Kông.
Ngày 11 tháng 6, Minhyun tham dự event "Moncler Palm Angels" tại Seoul.

#### 2020
Ngày 3 tháng 2, Minhyun được chọn làm đại sứ Hàn Quốc đầu tiên cho thương hiệu nước hoa nổi tiếng Jo Malone London.
Minhyun Đại sứ thương hiệu tại Hàn Quốc, hiện đang hoạt động rất tích cực với nhãn hàng "Moncler Friends", đã được Moncler gửi lời mời chính thức tới tham dự Tuần lễ Thời trang Milan năm thứ hai liên tiếp vào ngày 19 tháng 2.
Ngày 17 tháng 6, Minhyun và nữ diễn viên nhí Jung Da-bin (actress, born 2000) đã được chọn đóng vai chính trong dự án phim "thanh xuân vườn trường" ngắn mang tên Live On. Đây là một dự án mới của công ty sản xuất Keyeast, webdrama Playlist Studio và JTBC Studio. Bộ phim sẽ chính thức lên sóng vào ngày 17 tháng 11 lúc 21h30 trên kênh JTBC.
2021
Ngày 31 tháng 1, Minhyun cùng NU'EST tham gia lễ trao giải 30st SEOUL MUSIC AWARDS và thắng giải Bonsang.

#### 2022
Ngày 28 tháng 2, đã có nguồn tin rằng hợp đồng của NU'EST sẽ hết hạn vào ngày 14 tháng 3. Cùng thời điểm công ty chủ quản của nhóm đăng tải thông báo NU'EST sẽ tan rã sau 10 năm, Minhyun quyết định sẽ tái ký hợp đồng và bắt đầu hoạt động solo.

#### 2023
Ngày 27 tháng 2, Minhyun cho ra mắt mini album solo đầu tiên mang tên 'Truth or Lie'.

## Danh sách đĩa nhạc

### Sáng tác
Số đăng ký của Hiệp hội Bản quyền Âm nhạc Hàn Quốc (KOMCA): Hwang Minhyun (10011986), 8 bài hát.
| Năm  | Album              | Nghệ sĩ | Tên bài hát                                 | Phần                          | Bản quyền |
| ---- | ------------------ | ------- | ------------------------------------------- | ----------------------------- | --------- |
| 2016 | Q is.              | NU'EST  | 사실 말야                                   | Viết lời                      | Yes       |
| 2016 | CANVAS             | NU'EST  | Daybreak (Minhyun&JR)                       | Viết lời                      | Yes       |
| 2016 | CANVAS             | NU'EST  | R.L.T.L (Real Love True Love) (one morning) | Viết lời                      | Yes       |
| 2016 | CANVAS             | NU'EST  | Love Paint (every afternoon)                | Viết lời                      | Yes       |
| 2016 | CANVAS             | NU'EST  | Thank You (evening by evening)              | Soạn nhạc, Viết lời, Cải biên | Yes       |
| 2016 | CANVAS             | NU'EST  | Look (a starlight night)                    | Viết lời                      | Yes       |
| 2019 | NU'EST '노래 제목' | NU'EST  | 노래 제목                                   | Viết lời                      | Yes       |
| 2019 | Happily Ever After | NU'EST  | Universe                                    | Viết lời                      | Yes       |

### Đĩa đơn (Singles)

#### Tiếng Hàn
| Tên                                                                          | Năm       | Thứ hạng cao nhất | Album                         |
| Tên                                                                          | Năm       | KOR               | Album                         |
| Hát chính                                                                    | Hát chính | Hát chính         | Hát chính                     |
| ---------------------------------------------------------------------------- | --------- | ----------------- | ----------------------------- |
| "Universe" (별의 언어)                                                       | 2019      | 89                | Happily Ever After            |
| Nghệ sĩ tham gia                                                             |           |                   |                               |
| "Love Letter" (Son Dam-bi & After School feat. Ara, Hyelim, Minhyun, Baekho) | 2011      | 37                | Happy Pledis 2nd Album        |
| "Aftermath" (후유증) (FROMM feat. Minhyun)                                   | 2015      | —                 | Đĩa đơn không nằm trong album |
| Kết hợp                                                                      |           |                   |                               |
| "Overcome Acoustic ver." (với Seventeen's Joshua)                            | 2016      | —                 | Special Rendition - Q Project |

#### Tiếng Nhật
| Tên                                | Năm  | Album            |
| ---------------------------------- | ---- | ---------------- |
| "Koisuru Hi / Love Day" (戀する日) | 2015 | Bridge the World |

## Phim ảnh

### Phim điện ảnh
| Ngày công chiếu              | Tên phim       | Vai diễn     | Thể loại              | Ghi chú                  | Chú thích |
| ---------------------------- | -------------- | ------------ | --------------------- | ------------------------ | --------- |
| Nhật Bản 9 tháng 1 năm 2016  | Their Distance | Nam Sang-soo | Phim độc lập Nhật Bản | Trong dàn nhân vật chính | [ 27 ]    |
| Hàn Quốc 14 tháng 9 năm 2017 | Their Distance | Nam Sang-soo | Phim độc lập Nhật Bản | Trong dàn nhân vật chính | [ 27 ]    |

### Phim truyền hình
| Năm  | Kênh       | Tên phim          | Vai diễn             | Tập     | Ghi chú                          |
| ---- | ---------- | ----------------- | -------------------- | ------- | -------------------------------- |
| 2014 | MBC Every1 | Reckless Family 3 | Bạn đại học của Yura | 22 - 31 | Sitcom, trong dàn nhân vật chính |
| 2014 | KBS2       | Lovers of Music   | MC của Music Tank    | 10      | Vai diễn khách mời               |
| 2014 | Naver TV   | Momo Salon        | Chính mình           | 5       | Web drama, vai diễn khách mời    |
| 2020 | [[JTBC]]   | Live On           | Go Eun Taek          | 1 - 8   | Vai chính                        |
| 2022 | tvN        | Hoàn hồn          | Seo Yul              | 1-20    | Vai thứ                          |
| 2023 | tvN        | My Lovely Liar    | Kim Do Ha            | 1-16    | Vai chính                        |
| 2025 | tvN        | Study Group       | Yoon Ga Min          | 1-10    | Vai chính                        |

## Nhạc kịch
| Năm  | Ngày                     | Tên vở nhạc kịch | Vai diễn        | Địa điểm                    |
| ---- | ------------------------ | ---------------- | --------------- | --------------------------- |
| 2019 | 24 tháng 8 – 27 tháng 11 | Marie Antoinette | Axel von Fersen | Trung tâm nghệ thuật D-Cube |

## Các hoạt động khác

### Chương trình truyền hình

#### Khi hoạt động cùng NU'EST
| Năm  | Kênh       | Tên chương trình          | Tập          | Ghi chú                              |
| ---- | ---------- | ------------------------- | ------------ | ------------------------------------ |
| 2012 | KBS Joy    | Hug                       | Tập 1 - 4, 6 | Tham gia cùng Baekho                 |
| 2012 | MBC every1 | Weekly Idol               | Tập 54       | Tham gia cùng cả nhóm và Hello Venus |
| 2013 | KBS        | 1 VS 100                  | Tập 287      | Tham gia cùng Ren                    |
| 2014 | MBC every1 | Weekly Idol               | Tập 164      | Tham gia cùng cả nhóm và Fiestar     |
| 2014 | KBS2       | Let's Go! Dream Team 2    | Tập 246      | Khách mời                            |
| 2014 | KBS2       | A Song For You 3          | Tập 6        | Tham gia cùng cả nhóm và C-Clown     |
| 2014 | KBS2       | Crisis Escape No. 1       | Tập 448      | Khách mời                            |
| 2014 | ArirangTV  | After School Club         | Tập 98       | Tham gia cùng Aron và Ren            |
| 2014 | ArirangTV  | After School Club         | Tập 100      | Tham gia cùng Aron và Ren            |
| 2016 | KBS        | 1 VS 100                  | Tập 428      | Tham gia cùng Baekho                 |
| 2019 | KBS2       | Hello Counselor           | Tập 411      | Tham gia cùng Aron                   |
| 2019 | MBC every1 | Weekly Idol 3             | Tập 405      | Cả nhóm                              |
| 2019 | KBS2       | Happy Together 4          | Tập 30       | MC đặc biệt                          |
| 2019 | MBC        | I Live Alone              | Tập 292      | Khách mời                            |
| 2019 | tvN        | Amazing Saturday          | Tập 58       | Tham gia cùng JR                     |
| 2019 | JTBC       | Let's Eat Dinner Together | Tập 126      | Khách mời                            |
| 2019 | Mnet       | UHSN                      | Tập 1 - 10   | Người kể chuyện cùng JR              |

#### Khi hoạt động cùng Wanna One
| Năm  | Kênh       | Tên chương trình                                  | Tập                                                       | Ghi chú                                       |
| ---- | ---------- | ------------------------------------------------- | --------------------------------------------------------- | --------------------------------------------- |
| 2017 | KBS2       | Happy Together 3                                  | Tập 510 - 512                                             | Tham gia cùng Jisung, Seongwu, Daniel, Jihoon |
| 2017 | SBS        | One Night of TV Entertainment                     | Tập 36                                                    | Tham gia cùng Daniel, Jihoon                  |
| 2017 | MBC Every1 | Weekly Idol                                       | Tập 315, 316                                              | Cả nhóm                                       |
| 2017 | tvN        | SNL Korea 9                                       | Tập 194, 195                                              | Cả nhóm                                       |
| 2017 | MBC        | Idol Men                                          | ―                                                         | Cả nhóm                                       |
| 2017 | KBS2       | Immortal Songs: Singing the Legend - Summer Story | Tập 318                                                   | Cả nhóm                                       |
| 2017 | MBC        | Infinite Challenge                                | Tập 544                                                   | Cả nhóm                                       |
| 2017 | MBC        | Section TV Entertainment Communication            | Ngày 27 tháng 8                                           | Cả nhóm                                       |
| 2017 | Mwave      | MEET&GREET                                        | Ngày 28 tháng 8                                           | Cả nhóm                                       |
| 2017 | KBS2       | Hello Counselor                                   | Tập 341                                                   | Tham gia cùng Daniel, Jihoon                  |
| 2017 | MBC        | Oppa Thinking                                     | Tập 16                                                    | Tham gia cùng Jaehwan, Daniel, Jihoon, Daehwi |
| 2017 | Channel A  | A Man Who Feeds the Dog                           | ―                                                         | Cả nhóm                                       |
| 2017 | SBS        | One Night of TV Entertainment                     | ―                                                         | Cả nhóm                                       |
| 2017 | KBS1       | Open Concert                                      | Ngày 17 tháng 9                                           | Cả nhóm                                       |
| 2018 | Olleh TV   | Amigo TV Season 2                                 | ―                                                         | Cả nhóm. Daniel không tham gia                |
| 2018 | KBS2       | Happy Together 3                                  | Tập 521, 522                                              | Tham gia cùng Jaehwan, Daniel, Jinyoung       |
| 2018 | Mnet       | I Can See Your Voice 5                            | Tập 3                                                     | Cả nhóm                                       |
| 2018 | MBC        | King of Mask Singer                               | Tập 143, 144                                              | Thí sinh                                      |
| 2018 | JTBC       | Two Yoo Project Sugar Man 2                       | Tập 9                                                     | Cả nhóm                                       |
| 2018 | SBS        | My Little Old Boy                                 | Tập 79                                                    | Tham gia cùng Sungwoon                        |
| 2018 | KBS2       | Hello Counselor                                   | Tập 360                                                   | Tham gia cùng Seongwu, Jaehwan                |
| 2018 | KBS2       | Happy Together 3                                  | Tập 531, 532                                              | Tham gia cùng Jaehwan, Daniel, Jinyoung       |
| 2018 | MBC        | Section TV Entertainment Communication            | Ngày 26 tháng 3, ngày 2 tháng 4                           | Cả nhóm                                       |
| 2018 | KBS2       | Entertainment Weekly                              | Ngày 6 tháng 4                                            | Cả nhóm                                       |
| 2018 | KBS2       | School Attack                                     | ―                                                         | Cả nhóm                                       |
| 2018 | JTBC       | Knowing Brothers                                  | Tập 122                                                   | Cả nhóm                                       |
| 2018 | KBS2       | Documentary Three Days                            | Ngày 8 tháng 4                                            | Cả nhóm                                       |
| 2018 | tvN        | Wednesday Food Talk                               | Tập 166                                                   | Tham gia cùng Jisung, Daehwi                  |
| 2018 | JTBC       | Idol Room                                         | Tập 1                                                     | Cả nhóm                                       |
| 2018 | MBC        | King of Mask Singer                               | Tập 155, 156                                              | Người nhận xét cùng Kuanlin                   |
| 2018 | KBS1       | Open Concert                                      | Ngày 1 tháng 7                                            | Cả nhóm                                       |
| 2018 | Mnet       | Produce 48                                        | Tập 12 (chung kết), khách mời cùng 6 thành viên của I.O.I | Cả nhóm                                       |
| 2018 | KBS2       | Documentary Three Days                            | Ngày 7 tháng 10                                           | Cả nhóm                                       |
| 2018 | KBS2       | Happy Together 4                                  | Tập 1                                                     | MC đặc biệt                                   |
| 2018 | KBS2       | Happy Together 4                                  | Tập 6                                                     | Cả nhóm                                       |
| 2018 | KBS2       | Celebrity Relay                                   | ―                                                         | Cả nhóm                                       |
| 2018 | Olleh TV   | Amigo TV Season 4                                 | ―                                                         | Cả nhóm                                       |
| 2018 | JTBC       | Knowing Brothers                                  | Tập 156                                                   | Cả nhóm                                       |
| 2018 | JTBC       | Idol Room                                         | Tập 33                                                    | Cả nhóm                                       |

### Chương trình thực tế

#### Khi hoạt động cùng NU'EST
| Năm  | Kênh            | Tên chương trình                             | Số tập |
| ---- | --------------- | -------------------------------------------- | ------ |
| 2012 | MBC             | Making of A Star                             | 8      |
| 2012 | YouTube         | L.O.Λ.E STORY Season 1 - Visual Radio        | 4      |
| 2013 | YouTube         | L.O.Λ.E STORY Season 2 - Visual TV           | 5      |
| 2013 | SBS MTV         | NU'EST Diary                                 | 5      |
| 2013 | YouTube         | L.O.Λ.E STORY Season 3 - Visual Private Life | 5      |
| 2013 | Ustream         | NU'EST TV                                    | 3      |
| 2013 | Mnet Japan      | NU'EST in L.O.Λ.E                            | 8      |
| 2013 | YouTube         | L.O.Λ.E STORY Season 4 - Visual TV           | 6      |
| 2013 | YouTube         | 30 Days Around NU'EST                        | 30     |
| 2014 | YouTube         | [NU'PAPA] NU'EST is Difficult To Escape!!    | 3      |
| 2014 | YouTube         | [NU'PAPA] Day Record                         | 15     |
| 2014 | YouTube         | L.O.Λ.E STORY Season 5 - Visual TV           | 3      |
| 2015 | YouTube         | NU'EST New Project                           | 28     |
| 2015 | YouTube         | NU'EST New Project 2                         | 23     |
| 2016 | HeyoTV          | NU'EST's Private Life                        | 4      |
| 2016 | V LIVE          | NU'EST V Time: L.O.Λ.E STORY                 | 9      |
| 2017 | Mnet            | Produce 101 Mùa 2                            | 11     |
| 2019 | YouTube         | [NU'EST] L.O.Λ.Ely                           |        |
| 2019 | YouTube, V LIVE | L.O.Λ.E STORY                                |        |
| 2019 | Mnet            | NU'EST ROAD                                  | 4      |

#### Khi hoạt động cùng Wanna One
| Năm  | Kênh        | Tên chương trình                         | Số tập |
| ---- | ----------- | ---------------------------------------- | ------ |
| 2017 | Mnet        | Wanna One GO                             | 2      |
| 2017 | SBS Mobidic | Wanna City                               | 4      |
| 2017 | Mnet        | Wanna One GO: ZERO BASE                  | 8      |
| 2017 | Mnet        | WANNA ONE COMEBACK (Nothing Without You) | 1      |
| 2018 | Mnet        | WANNA ONE COMEBACK (I Promise You)       | 1      |
| 2018 | Mnet        | Wanna One GO In Jeju                     | 3      |
| 2018 | Mnet        | Wanna One GO: X-CON                      | 5      |
| 2018 | Olleh TV    | Wanna Travel                             | 12     |
| 2018 | V LIVE      | LieV                                     | 1      |
| 2018 | V LIVE      | Star Road                                | 24     |
| 2018 | Mnet        | WANNA ONE COMEBACK (Power Of Destiny)    | 1      |
| 2018 | Olleh TV    | Wanna Travel Season 2                    | 9      |

### Quảng cáo (CF)

#### Khi hoạt động cùng NU'EST
| Năm  | Sản phẩm      | Nhãn hiệu        | Ghi chú            |
| ---- | ------------- | ---------------- | ------------------ |
| 2012 | Giày thể thao | New Balance      | Cả nhóm            |
| 2013 | Thức ăn nhanh | McDonald's       | Cả nhóm            |
| 2019 | Quần áo       | Hang Ten         | Cả nhóm            |
| 2020 | Nước hoa      | Jo Malone London | Đại sứ thương hiệu |

#### Khi hoạt động cùng Wanna One
| Năm         | Sản phẩm                           | Công ty                  | Nhãn hiệu                     | Ghi chú                                                                                        |
| ----------- | ---------------------------------- | ------------------------ | ----------------------------- | ---------------------------------------------------------------------------------------------- |
| 2017        | Quần áo (thể thao)                 | E-Land Group             | K-Swiss                       | Cả nhóm. Hợp tác cùng Park Bogum                                                               |
| 2017        | Đồ uống có cồn                     | Hite Jinro               | Hite Extra Cold               | Người mẫu đại diện cùng Jisung, Sungwoon, Seongwu, Jaehwan, Daniel. Hợp tác cùng Daniel Henney |
| 2017        | Ứng dụng điện thoại                | Naver                    | Snow                          | Cả nhóm                                                                                        |
| 2017        | Dịch vụ thanh toán                 | Samsung                  | Samsung Pay                   | Cả nhóm                                                                                        |
| 2017        | Nước giải khát (cà phê)            | KOREA YAKULT             | Cold Brew Coffee              | Cả nhóm                                                                                        |
| 2017        | Quần áo                            | K2 Korea                 | Eider                         | Cả nhóm                                                                                        |
| 2017        | Máy sưởi ấm tay                    | Wov Korea                | Wov Korea                     | Cả nhóm                                                                                        |
| 2017 – 2018 | Trò chơi trên điện thoại           | SmileGate                | The Musician                  | Cả nhóm                                                                                        |
| 2017 – 2018 | Mỹ phẩm                            | AmorePacific             | Innisfree                     | Cả nhóm. Người mẫu online                                                                      |
| 2017 – 2018 | Quần áo (đồng phục)                | IVYclub                  | IVYclub                       | Cả nhóm                                                                                        |
| 2017 – 2018 | Thức ăn (kẹo)                      | Lotte Confectionery      | Yo-Hi, Sô cô la Lactobacillus | Cả nhóm                                                                                        |
| 2017 – 2018 | Nước giải khát có gas              | Lotte Confectionery      | Millkis Yo-Hi Water           | Cả nhóm                                                                                        |
| 2017 – 2018 | Thức ăn (gà rán)                   | Mexicana                 | Mexicana Chicken              | Cả nhóm                                                                                        |
| 2017 – 2018 | Kính áp tròng                      | CLAIRE'S KOREA           | LENS NINE                     | Cả nhóm                                                                                        |
| 2017 – 2018 | Mỹ phẩm (nước hoa)                 | CEO International        | CLEAN                         | Cả nhóm                                                                                        |
| 2017 – 2018 | Chuỗi cửa hàng đồ ăn nhanh         | Lotteria                 | Lotteria                      | Cả nhóm                                                                                        |
| 2017 – 2018 | Tai nghe                           | Mobifren                 | Mobifren                      | Cả nhóm                                                                                        |
| 2017 – 2018 | Thức ăn (sô cô la)                 | Lotte Confectionery      | Ghana Airlight                | Cả nhóm                                                                                        |
| 2018        | Quần áo (giày/túi)                 | K2 Korea                 | Eider                         | Cả nhóm                                                                                        |
| 2018        | Nền tảng ứng dụng di động tổng hợp | Shinhan Bank             | Shinhan Bank Super App        | Cả nhóm                                                                                        |
| 2018        | Chăm sóc răng miệng                | AmorePacific             | Pleasia                       | Cả nhóm                                                                                        |
| 2018        | Đồ uống (vitamin)                  | Kwangdong Pharmaceutical | Vita500                       | Cả nhóm                                                                                        |
| 2018        | Nền tảng ứng dụng di động tổng hợp | Gmarket                  | Gmarket App                   | Cả nhóm                                                                                        |
| 2018        | Quần áo (thể thao)                 | Reebok Korea             | Reebok                        | Cả nhóm                                                                                        |
| 2018        | Quần áo                            | CJ O Shopping            | Ce.&                          | Cả nhóm trừ Daniel. Quảng cáo T-shirt                                                          |
| 2018        | Thức ăn (kem)                      | Binggrae                 | Binggrae Supercone            | Cả nhóm                                                                                        |
| 2018        | Nền tảng ứng dụng di động tổng hợp | Netmarble                | MODOO MARBLE                  | Cả nhóm. Quảng cáo game                                                                        |
| 2018        | Mỹ phẩm (son môi)                  | Memebox                  | I'M MEME                      | Người mẫu đại diện                                                                             |

### Người mẫu tạp chí

#### Khi hoạt động cùng NU'EST
| Năm  | Tên tạp chí  | Số phát hành | Ghi chú |
| ---- | ------------ | ------------ | ------- |
| 2019 | Elle Korea   | Tháng 4      | Cá nhân |
| 2019 | Cosmopolitan | Tháng 5      | Cá nhân |
| 2019 | Vogue        | Tháng 8      | Cá nhân |
| 2019 | Elle Korea   | Tháng 9      | Cá nhân |
| 2019 | GQ Korea     | Tháng 12     | Cá nhân |

#### Khi hoạt động cùng Wanna One
| Năm  | Tên tạp chí         | Số phát hành       | Ghi chú                                  |
| ---- | ------------------- | ------------------ | ---------------------------------------- |
| 2017 | 1st Look            | Tháng 7 (Vol.137)  | Cả nhóm                                  |
| 2017 | CéCi Another Choice | Tháng 8            | Cả nhóm                                  |
| 2017 | Singles             | Tháng 8            | Cả nhóm                                  |
| 2017 | Asta TV             | Tháng 8            | Cả nhóm                                  |
| 2017 | Weekly DongA        | Tháng 9 (Vol.1105) | Xuất hiện cùng Jisung, Sungwoon, Daehwi  |
| 2017 | CéCi Another Choice | Tháng 10           | Cả nhóm                                  |
| 2017 | Star1               | Tháng 11 (Vol.68)  | Cả nhóm                                  |
| 2017 | GQ Korea            | Tháng 11           | Cả nhóm                                  |
| 2018 | High Cut            | Tháng 2 (Vol.216)  | Cả nhóm                                  |
| 2018 | Star1               | Tháng 4 (Vol.73)   | Cả nhóm                                  |
| 2018 | CéCi Another Choice | Tháng 5            | Xuất hiện cùng Woojin, Jingyoung, Daehwi |
| 2018 | 1st Look            | Tháng 9 (Vol.162)  | Cả nhóm                                  |
| 2018 | Dicon               | Tháng 12 (Vol.4)   | Cả nhóm                                  |

### Xuất hiện trong video âm nhạc
| Năm  | Tên video âm nhạc | Nghệ sĩ        |
| ---- | ----------------- | -------------- |
| 2011 | WONDER BOY        | A.S.Blue       |
| 2011 | BANGKOK CITY      | Orange Caramel |
| 2011 | SHANGHAI ROMANCE  | Orange Caramel |